# Agrodiaetus beureti
Agrodiaetus beureti är en fjärilsart som beskrevs av Hans Fruhstorfer. Agrodiaetus beureti ingår i släktet Agrodiaetus och familjen juvelvingar. Inga underarter finns listade i Catalogue of Life.